# Mesanthura cinctula
Mesanthura cinctula là một loài chân đều trong họ Anthuridae. Loài này được Nunomura miêu tả khoa học năm 2006.